# کیلاسو ماسامبا
کیلاسو ماسامبا (انگلیسی: Kilasu Massamba; ۲۴ نوامبر ۱۹۴۸ – ۲۵ ژوئن ۲۰۲۰) بازیکن فوتبال اهل جمهوری دموکراتیک کنگو بود.
وی همچنین در تیم ملی فوتبال زئیر بازی کرده‌است.